# Station Luxor
Station Luxor (Arabisch: محطة الأقصر)  is een spoorwegstation aan de Opper-Egyptelijn in de Egyptische stad Luxor dat in 1898 werd geopend. Het station wordt beheerd door de Egyptische nationale spoorwegen en wordt voornamelijk bediend door treinen op de route Alexandrië - Caïro - Luxor - Aswan.

## Geschiedenis
De Opper-Egyptelijn loopt tussen Caïro en het Nassermeer langs de oevers van de Nijl. Het eerste deel tussen Imbaba, op de linkeroever van de Nijl tegenover Caïro, en Minya werd in 1867 geopend. Vervolgens werd de lijn stapsgewijs verder naar het zuiden verlengd. In 1898 werd Luxor het overstappunt tussen de normaalspoorlijn -spoorwijdte 1435mm- ten noorden van het station en de kaapspoorlijn -spoorwijdte 1067mm- ten zuiden van het station die tegelijk werden geopend. De Compagnie Internationale des Wagons-Lits (CIWL) begon toen met de toeristische treindienst Caïro-Luxor Express als alternatief voor de bootdiensten op de Nijl van concurrent Thomas Cook. De lijn ten zuiden van Luxor werd in 1926 omgespoord naar normaalspoor zodat een doorgaande dienst naar El Shallal aan het stuwmeer ten zuiden van Aswan mogelijk was. CIWL legde vervolgens een dag- en een nachttrein in tussen Caïro en El Shallal die beiden ook Luxor bedienden. Deze treindiensten werden in 1939 gestaakt, na de Tweede Wereldoorlog kwam alleen de nachttrein terug.

## Reizigersdienst
Het stationsgebouw heeft een stationshal met loketten voor kaartverkoop, waarvan er een is gereserveerd voor nachttreinen met slaaprijtuigen. Er is ook een automaat waar vervoersbewijzen kunne worden gekocht.
Het station wordt vooral aangedaan door binnenlandse treinen, autobusdiensten en sneltreinen die rijden tussen Alexandrië - Caïro - Luxor - Aswan. Deze dienst wordt aangevuld met directe nachttreinen van Watania-slaaptreinen.

## Afbeeldingen

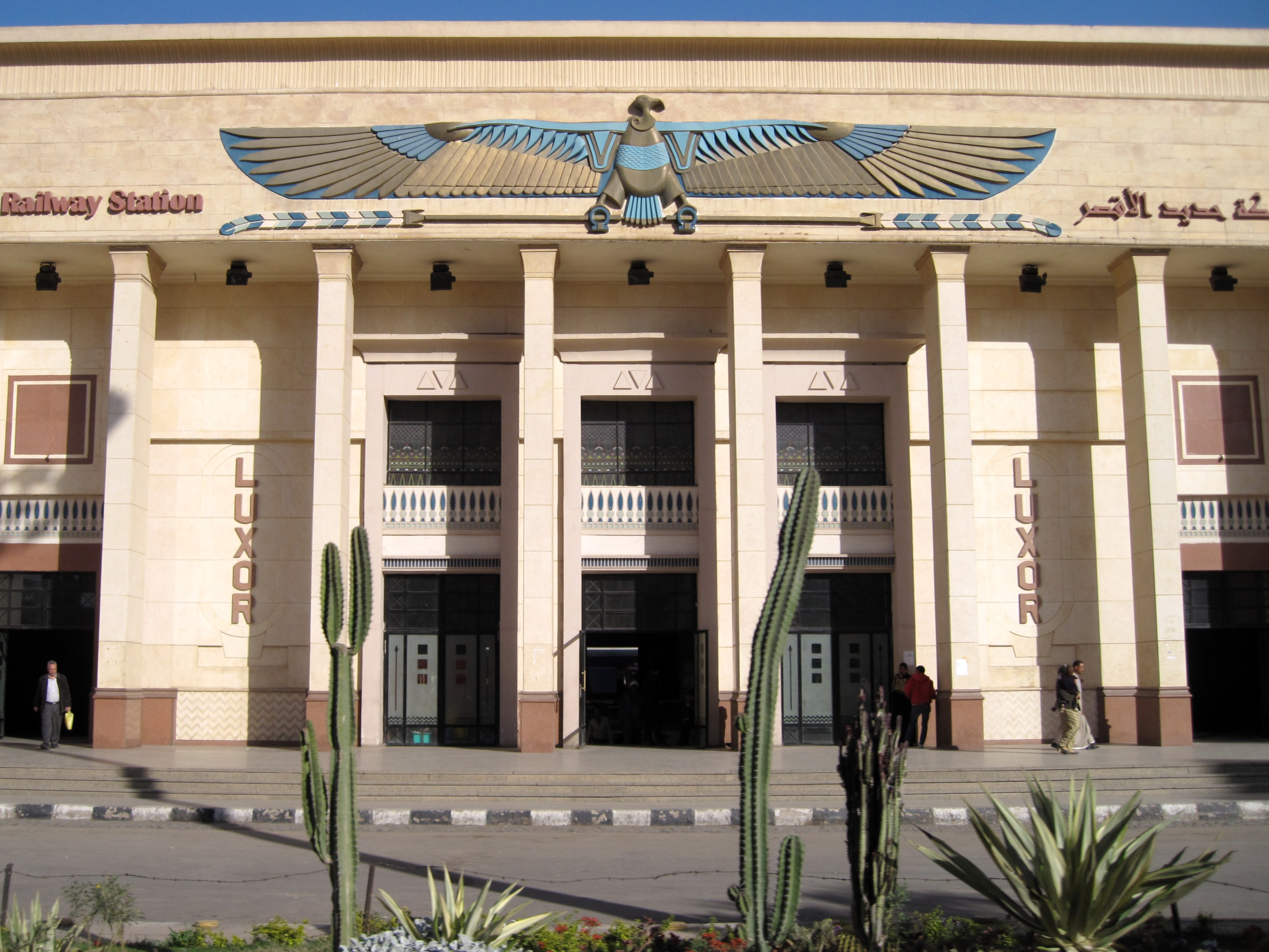
De ingang in 2011.
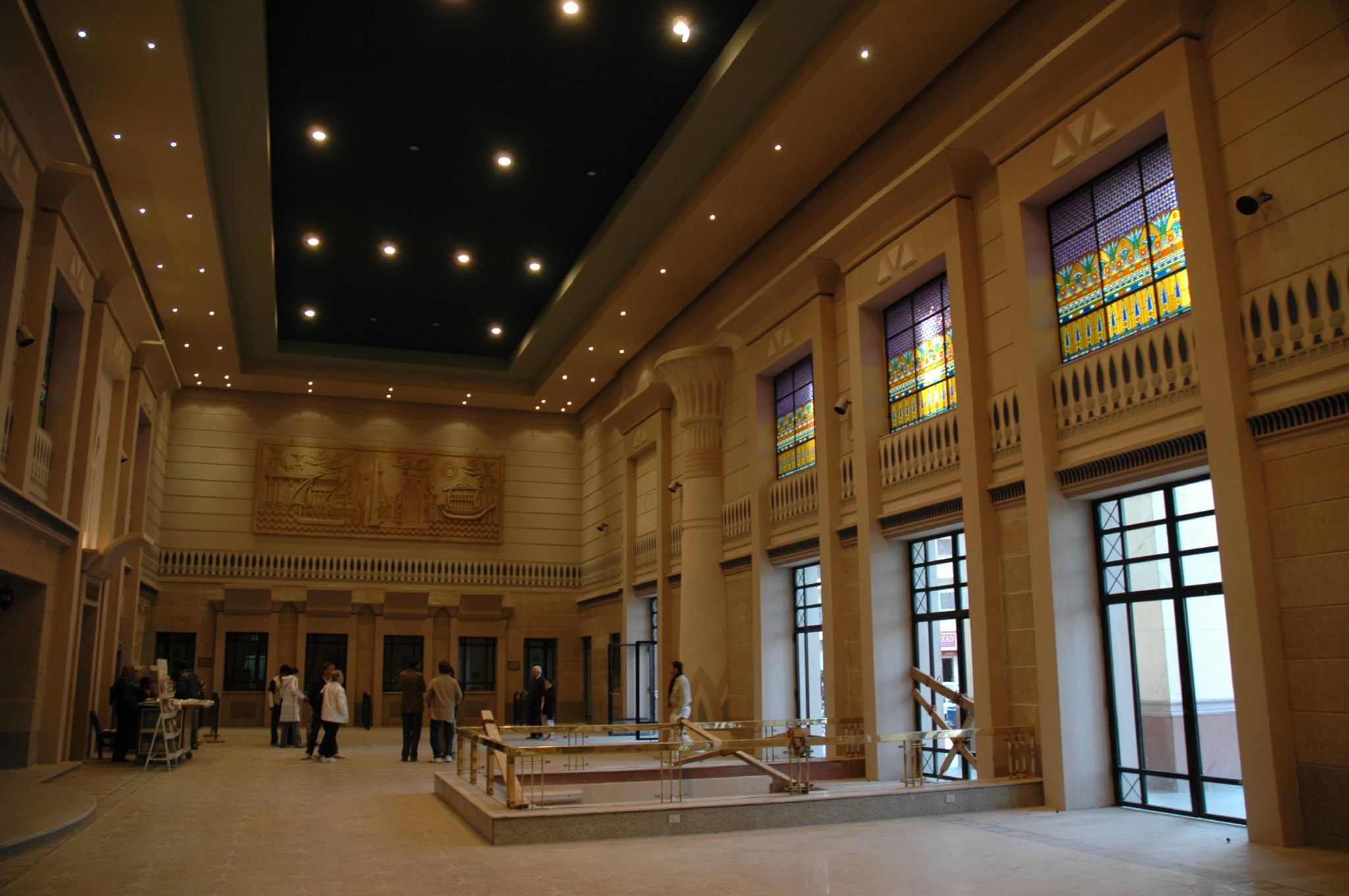
De stationshal in 2006.
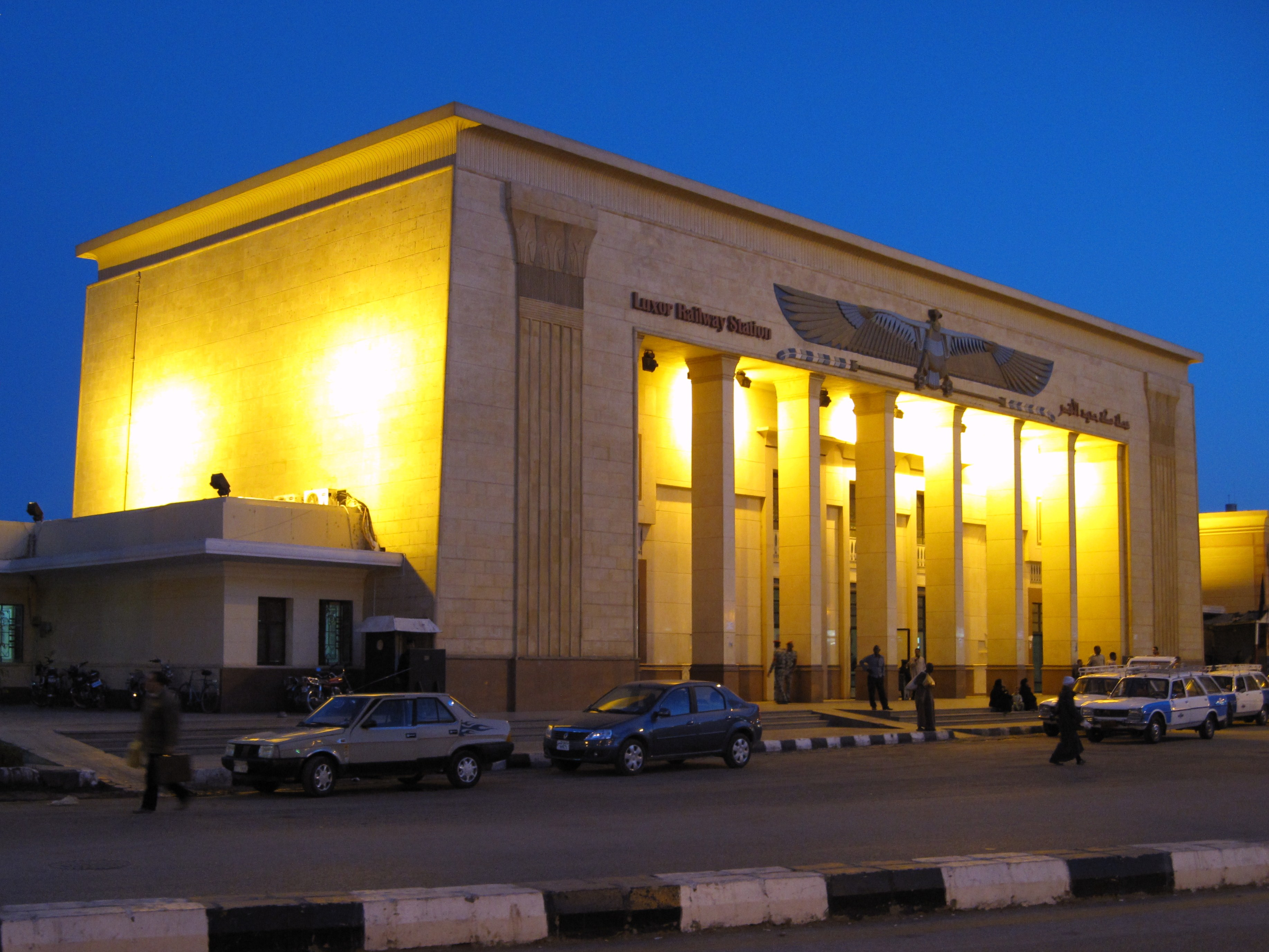
Belichting bij nacht.
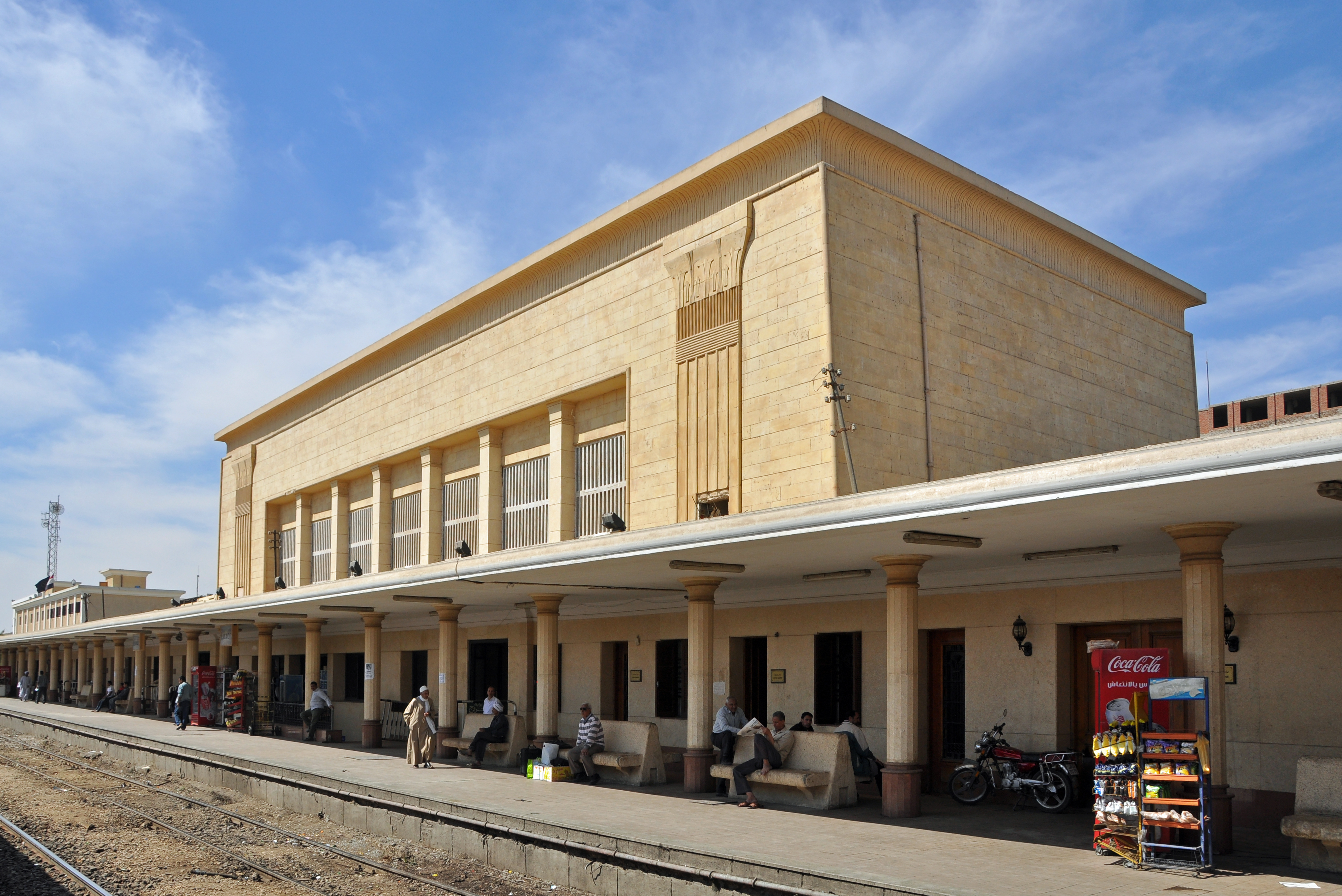
Spoorzijde.
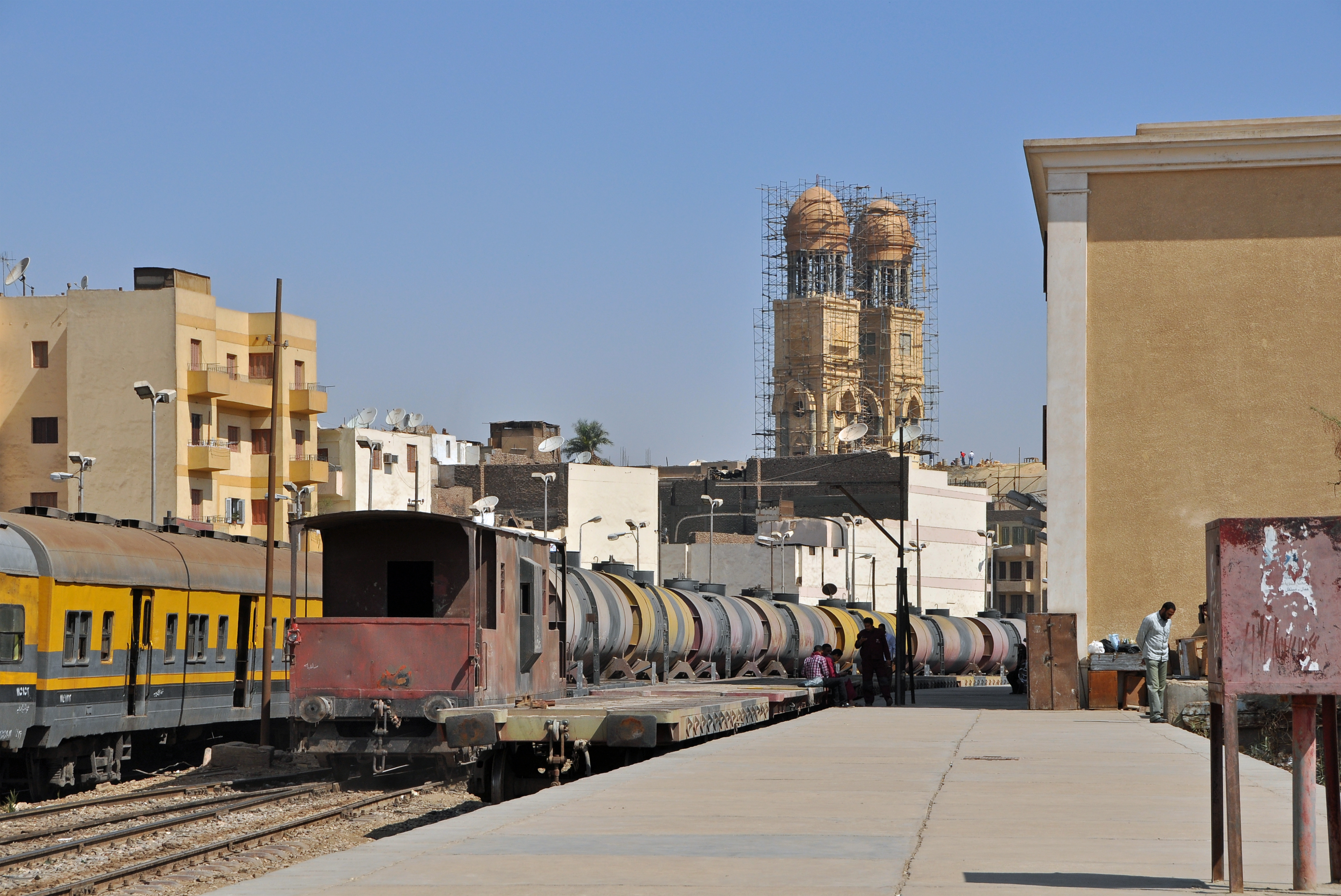
Sporen en perrons.
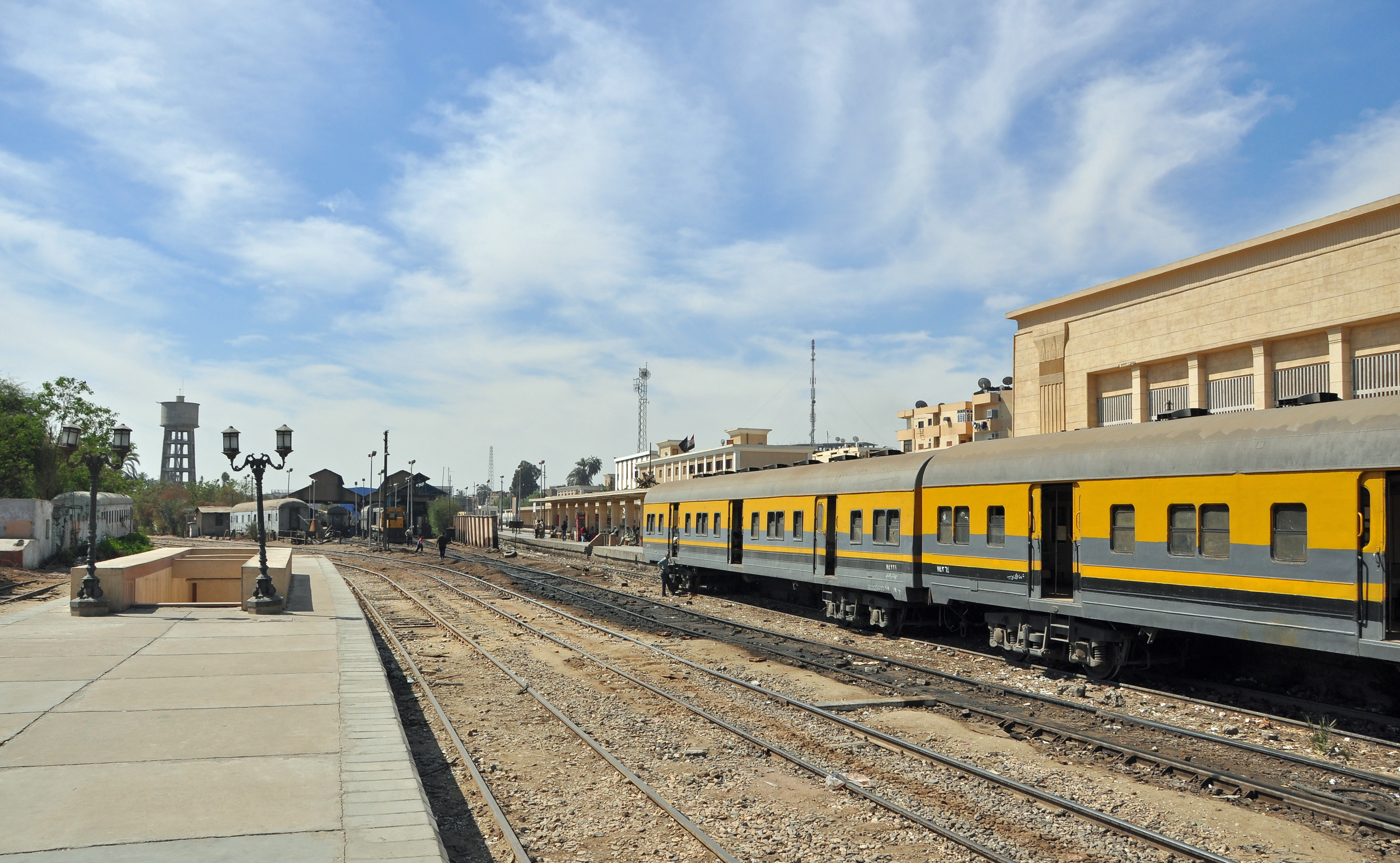
Sporen en perrons.